# Pravo u 1387.
◄◄ | ◄ | 1384. | 1385. | 1386. | 1387.  | 1388. | 1389. | 1390. | ► | ►►
Arhitektura • Astronomija • Glazba • Knjige • Književnost • Kršćanstvo • Medicina • Pravo • Promet • Slikarstvo • Znanost
Pravo u 1387.

## Hrvatska i u Hrvata

### Događaji
- Druga redakcija Poljičkog statuta.

## Vanjske poveznice
|  | Zajednički poslužitelj ima još gradiva o temi Pravo |